# Good Food March
La Good Food March è stata una marcia ideata e promossa da diverse organizzazioni internazionali, tra cui il Coordinamento Europeo Via Campesina, Friends of the Earth Europe, Slow Food, Gruppo PAC 2013, Agricultural and Rural Convention 2020 e numerose altre, per affrontare temi legati all’agricoltura e all’alimentazione ed alla quale hanno partecipato cittadini dell'Unione europea ed organizzazioni internazionali di vario genere, tra le quali Oxfam, WWF, Greenpeace.
Dopo la prima marcia del 2013, in seguito alla decisione del Regno Unito di uscire dall'Unione Europea, il movimento Good Food Good Farming ha promosso una nuova edizione della marcia, tenutasi a Londra il 14 ottobre 2018.

## Finalità
Lo scopo di queste manifestazioni è di sensibilizzare i cittadini e il mondo politico sulla situazione dell’agricoltura europea, di promuovere la richiesta di una nuova politica comunitaria che assicuri buon cibo e una buona agricoltura.
La prima Good Food March è iniziata il 25 agosto 2012 a Monaco di Baviera. La manifestazione si è conclusa il 19 settembre 2012 a Bruxelles, in occasione della conferenza “CAP REFORM 2020 - an opportunity for European democracy” organizzata da Slow Food e ARC2020 proprio sul tema della riforma della Politica Agricola Comune (PAC).
I promotori della Good Food March 2012 chiedevano alle istituzioni europee una Politica Agricola Comune che:
- garantisse agli agricoltori prezzi sicuri, stabili ed economicamente sostenibili e ai consumatori, prezzi equi;
- valorizzasse il patrimonio naturale, culturale e culinario;
- sostenesse le aziende agricole, soprattutto condotte da giovani;
- legasse direttamente i sussidi a criteri sociali, ambientali e di benessere degli animali;
- conducesse verso un'agricoltura più verde e più sostenibile, promuovendo metodi di produzione agro-ecologici:
- rafforzasse lo sviluppo sociale ed economico delle comunità rurali;
- favorisse la coltivazione di colture proteiche locali per uso mangimistico, piuttosto che alimentare l’importazione di soia;
- assicurasse una maggiore equità tra vecchi e nuovi Stati membri dell'Unione europea;
- indirizzasse verso la sovranità alimentare;
- assumesse una responsabilità a livello internazionale e assicuri che l'Europa e il Sud del mondo diventino più autosufficienti;
- contrastasse la speculazione alimentare e ponesse fine all'esportazione di prodotti agricoli a un prezzo inferiore al costo di produzione.